# Titularerzbistum Aquileia
Aquileia ist ein Titularerzbistum der römisch-katholischen Kirche. 
Es geht zurück auf das frühere Patriarchat von Aquileja der Stadt Aquileia in der römischen Provinz Venetia et Histria in Friaul (Italien).
| Titularbischöfe von Aquileia |                     |                                            |                   |                  |
| Nr.                          | Name                | Amt                                        | von               | bis              |
| 1                            | Joseph Höffner      | Koadjutorerzbischof von Köln (Deutschland) | 6. Januar 1969    | 24. Februar 1969 |
| 2                            | Michele Cecchini    | Apostolischer Nuntius                      | 26. Februar 1969  | 26. April 1989   |
| 3                            | Marcello Costalunga | Kurienerzbischof                           | 10. Dezember 1990 | 5. Mai 2010      |
| 4                            | Charles Brown       | Apostolischer Nuntius                      | 26. November 2011 |                  |